# 呂嫩伯格

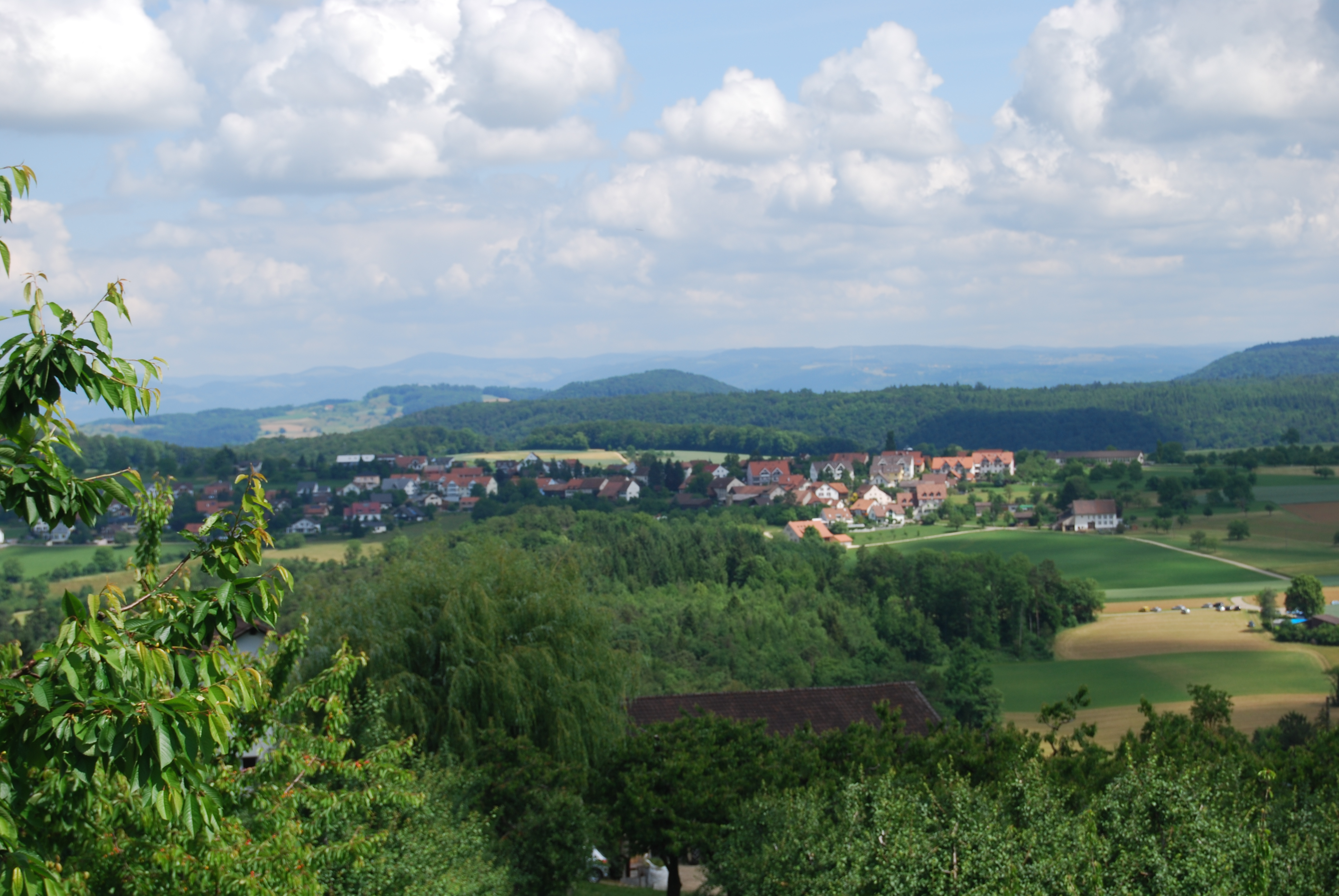

呂嫩伯格是瑞士的城鎮，位於該國北部，由巴塞爾鄉村州負責管轄，面積4.98平方公里，海拔高度595米，2012年人口769，七成人口信奉基督教，人口密度每平方公里154人。

## 外部連結
- Official website（页面存档备份，存于） （德文）